# Ветров, Андрей Леонидович
Андре́й Леони́дович Ве́тров (род. 15 марта 1978, Пермь) — российский учёный-метеоролог, географ, кандидат географических наук. Проректор по научной работе и инновациям (2015—2020), директор Центра поддержки инноваций Пермского университета. Известен своими исследованиями в области энергетики атмосферы умеренных широт.

## Биография
1995—2000 годы — учёба на географическом факультете ПГНИУ.
2000—2003 годы — аспирант кафедры метеорологии и охраны атмосферы. В 2003 году защитил диссертацию на соискание ученой степени кандидата географических наук.
С 2003 года совмещал преподавание на кафедре метеорологии и охраны атмосферы с административной работой.
С 2004 года принимает участие в проектной деятельности университета. Участвовал в инновационной образовательной программе, выполняемой в рамках национального проекта «Образование» в 2006—2007 годах.
В августе—сентябре 2006 года прошёл  стажировку на географическом факультете МГУ по программе поисковых исследований фундаментального характера молодыми учёными и преподавателями.
Читал открытые лекции "Science Park" в рамках празднования столетнего юбилея Пермского университета, участвовал в научных диспутах. Даёт развернутые интервью в средствах массовой информации по метеорологии.
Приглашался в качестве официального оппонента на защиту кандидатских диссертаций. Выполняет научные исследования и разработки по договорам с компаниями и грантам. Исследования связаны использованием математических моделей атмосферы с целью прогноза погоды.

## Научно-исследовательская работа
В 2009 году выступал с докладом на пленарном заседании Пятой европейской конференции "European conference on Severe Storms".
2011 год — руководитель научно-исследовательской работы «Исследование процессов взрывного циклогенеза с помощью гидродинамической модели WRF-ARW» (общий объем привлеченных средств 600 тыс. руб. — заказчик Минобрнауки РФ).
В 2012—2013 годах — руководитель научно-исследовательской работы «Разработка физико-статистической модели формирования зимних опасных явлений погоды в циклонах умеренных широт на основе использования радиолокационных данных и численных моделей атмосферы с целью сверхкраткосрочного прогноза снегопадов». Общий объем привлеченных средств 1,75 млн. руб. — заказчик Минобрнауки РФ.
Руководитель проекта оперативного обеспечения региональной телекомпании прогностической информацией о погоде.
В 2013  г. — руководитель работ  по договору «Подготовка и передача прогнозов погоды по городу Перми, а также работы по консультированию о погодных условиях и научной интерпретации прогнозов погоды  по городу Перми».

## Избранные научные работы
Общее число публикаций — 76. Монографии — 1,
Статьи в центральной печати — 5 (журнал “Метеорология и гидрология”, сборник География и геоэкология: поисковые исследования молодых ученых России, МГУ, географический факультет, Ученые записки Казанского государственного университета. Серия естественные науки).

### Публикации
- Калинин Н. А., Ветров А. Л. Оценка трансформации доступной потенциальной энергии за счёт длинноволновой радиации в антициклонах // Вестник Удмуртского университета Выпуск № 11 / 2005. С. 141–144.
- Vetrov A., Kalinin N. A Study Of Generation Of Available Potential Energy In South Cyclones And Hazard Events Over The Ural (недоступная ссылка) // 5th European Conference on Severe Storms 12–16 October 2009. Landshut, Germany.
- Калинин Н. А., Ветров А. Л., Бушуева О. В. Особенности изменения доступной потенциальной энергии в циклонах Урала и Западной Сибири // Географический вестник. 2011. № 4. С. 49–59.
- Калинин Н. А., Ветров А. Л., Смирнова А. А. Применение современных гидродинамических моделей в исследовании циклонов умеренных широт // Вестник Пермского научного центра УрО РАН. 2011. № 4. С. 14–18.
- Ветров А. Л., Свиязов Е. М. Расчет доступной потенциальной энергии атмосферы и составляющих ее баланса с использованием программ для ЭВМ // Вестник Пермского университета. Серия: Информационные системы и технологии. 2011. № 12. С. 8–14.
- Ветров А. Л., Винокуров Д. А. Результаты расчета модели атмосферы WRF на сервере SMP // Вестник Пермского университета. Серия: Информационные системы и технологии. 2011. № 12. С. 5–7.
- Ветров А. Л., Поморцева А. А. Характеристики снежного покрова на Урале по данным наблюдений и результатам гидродинамического моделирования // В сб.: Геоинформационное обеспечение пространственного развития Пермского края. 2011.
- Калинин Н. А., Ветров А. Л. Энергетика циклонов умеренных широт // Вестник Пермского научного центра УрО РАН. 2011. № 3. С. 37–44.
- Калинин Н. А., Ветров А. Л., Свиязов Е. М., Попова Е. В. Изучение интенсивной конвекции в Пермском крае с помощью модели WRF // Метеорология и гидрология 2013. № 9. С. 21–30.
- Ветров А. Л., Шихов А. Н. Исследование условий развития и оценка последствий шквалов в Прикамье 18 июля // Вестник Удмуртского университета. Серия Биология. Науки о земле 2013. № 6–2. С. 89–99.
- Ветров А. Л., Калинин Н. А., Попова Е. В., Свиязов Е. М. Оценка процесса развития интенсивной конвекции в Пермском крае с помощью модели WRF // В сб.: Окружающая среда и устойчивое развитие регионов. 2013.
- Ветров А. Л., Поморцева А. А., Свиязов Е. М. Изучение случаев сильных продолжительных снегопадов с использованием доплеровского метеорологического локатора // Геоинформационное обеспечение пространственного развития Пермского края. 2013.
- Ветров А. Л., Свиязов Е. М., Шихов А. Н. Установление взаимосвязи между полем облачности и температурным режимом приземного слоя атмосферы при помощи модели WRF // Геоинформационное обеспечение пространственного развития Пермского края. 2013.
- Ветров А. Л., Калинин Н. А., Поморцева А. А., Шихов А. Н. Восстановление характеристик снежного покрова // Геоинформационное обеспечение пространственного развития Пермского края. Сборник научных трудов. 2015.
- Ветров А. Л., Калинин Н. А., Поморцева А. А. Исследование процессов накопления снежного покрова на территории Пермского края // Геоинформационное обеспечение пространственного развития Пермского края. Сборник научных трудов. 2015.
- Ветров А. Л., Калинин Н. А., Попова Е. В., Свиязов Е. М., Шихов А. Н. Опасный снегопад на Урале в октябре 2014 года // Климатология и гляциология Сибири. 2015.
- Ветров А. Л., Сивков Б. А. Прогноз осадков на Урале с использованием модели WRF при разных схемах параметризации микрофизики облака // География и регион: материалы междунар. науч.-практ. конф. (23–25 сентября): в 6 т. Т. IV: Гидрометеорология. Картография и геоинформатика. 2015. С. 14–19.

### Программные продукты
- Ветров А. Л., Калинин Н. А., Свиязов Е. М. Программа вычисления генерации доступной потенциальной энергии вследствие фазовых переходов воды (APE_generation) Свидетельство Роспатента 2012612622 13.03.2012
- Ветров А. Л., Калинин Н. А., Свиязов Е. М. Программа расчета запасов доступной потенциальной энергии и составляющих ее уравнения баланса (APE_wrf) Свидетельство Роспатента 2012612623 13.03.2012
- Ветров А. Л., Свиязов Е. М. Программа, осуществляющая выборку из области расчета гидродинамической модели узлов расчетной сетки, которые находятся в пределах площади циклонического вихря (AREA_CV) Свидетельство Роспатента 2013660073 23.10.2013.

## Награды
- Сертификат победителя  конкурса на право получения грантов Президента Российской Федерации для государственной поддержки молодых российских учёных- кандидатов наук в области знания.
- Почётная грамота за достижения в научной и инновационной деятельности.
- Диплом победителя открытого конкурса стипендий им. В. И. Вернадского